# Hami
HAMI var en dansk forretningskæde, der i 1976 med 15 supermarkeder var landets tredjestørste. Da det gik bedst for HAMI var den bestyret af Egil Mikkelsen-Hansen; der døde 81 år gammel. Han blev kendt som manden med de mange HAMI-butikker. 19 filialer i alt kom han op på. De fleste placeret på sjælland, men to lå i Odense.
Egil Mikkelsen-Hansen havde ikke behov for at gøre sig synlig. Som en "grå eminence" i forretningsverdenen styrede han sine mange butikker med fra kontoret i Himmelev. Han opkøbte mange andre ejendomme, bl.a. Teknisk Skole i Roskilde, hvor kontoret også var placeret tæt på bopælen Frederiksborgvej 123.
Under HAMI's lager i Himmelev var vinbeholdningen alene på omkring 200.000 flasker.
Mikkelsen-Hansen efterlader sin arv til sine to børn, Anne og Steen. De har ikke haft interesse for at videreføre forretningen og de forskellige ejendomme blev hurtigt solgt fra.
Der var bl.a. butikker på følgende adresser:
| By            | Adresse               | Skæbne                                                                     |
| ------------- | --------------------- | -------------------------------------------------------------------------- |
| Frederiksberg | Godthåbsvej 74        | På adressen ligger i dag en filial af supermarkedskæden Netto.             |
| Nørrebro      | Nørrebrogade 92B      | På adressen ligger i dag flere mindre forretninger.                        |
| Vangede       | Vangede Bygade 85-101 | På adressen ligger i dag en filial af supermarkedskæden Netto.             |
| Roskilde      | Skomagergade 11-13    | Lukket 1978. På adressen ligger i dag en filial af supermarkedskæden MENY. |
| Rødovre       | Rødovre Centrum 134   | På adressen ligger i dag en filial af supermarkedskæden MENY.              |
| Næstved       | Ringstedgade 5-7      | Lukket marts 1976.                                                         |